# Pont des Déchaussés
Ponte degli Scalzi
Le pont des Déchaussés (Ponte degli Scalzi) est l'un des quatre ponts qui traversent le Grand Canal de Venise, avec le pont du Rialto (Ponte di Rialto), le pont de l'Académie (Ponte dell'Accademia) et  le nouveau pont de la Constitution (Ponte della Costituzione).
C'est l'avant-dernier des quatre ponts construits sur le Grand Canal.

## Histoire

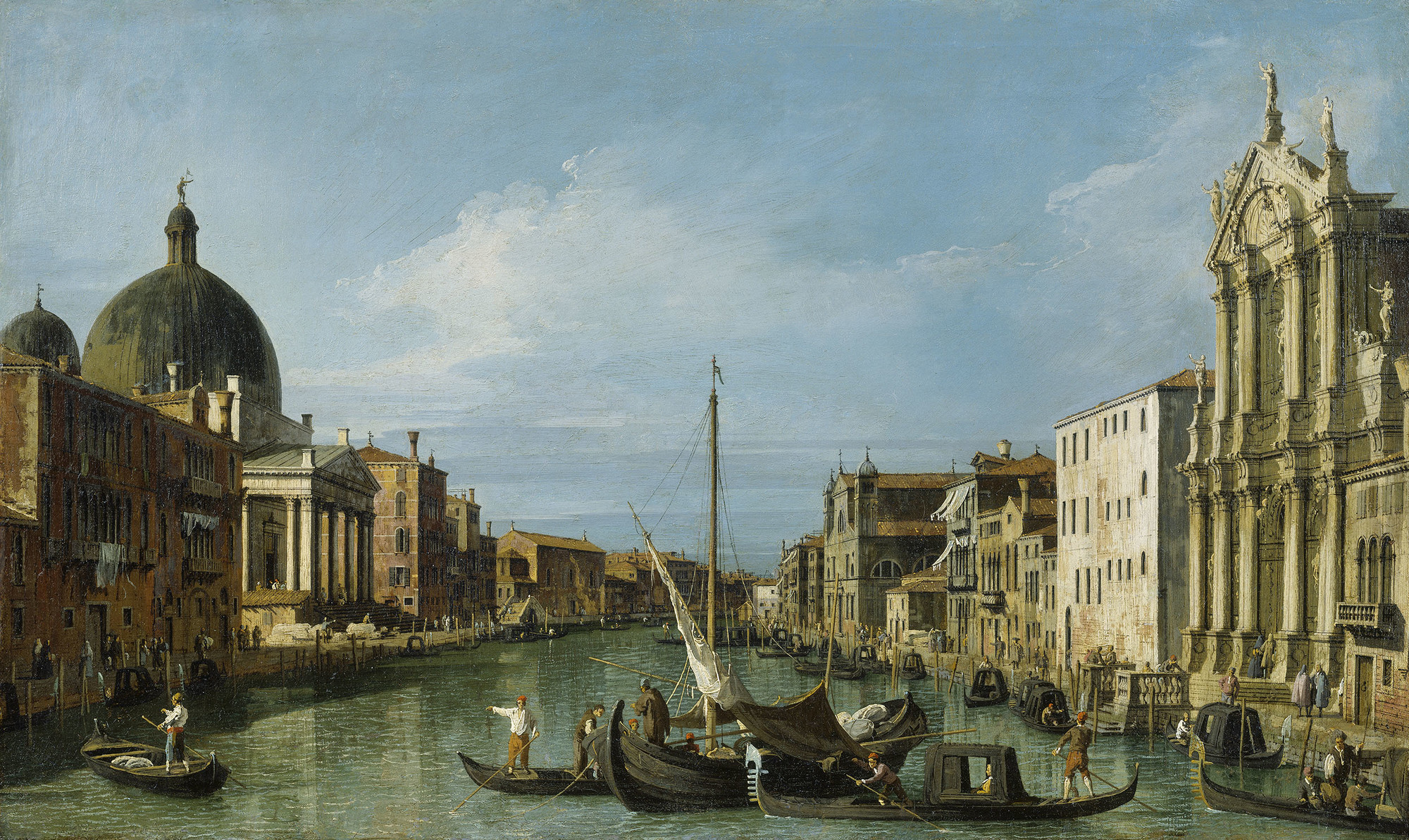
Le Grand Canal regardant à l’ouest
avec le Scalzi et le San Simeone Piccolo, 1726-1727 par Canaletto
Royal Collection

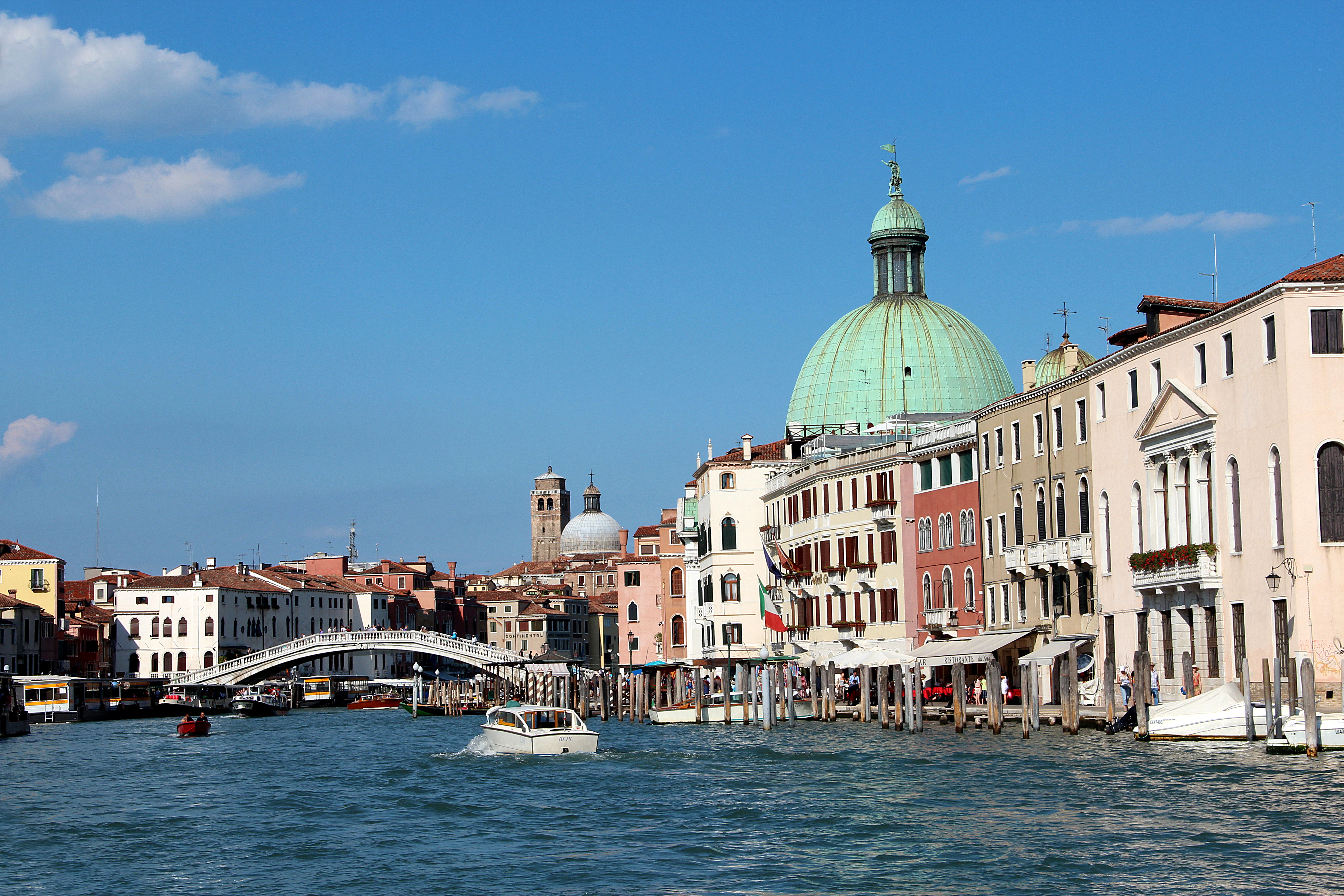
Le Grand Canal regardant à l’est
avec le Scalzi, en 2014

Canaletto, le peintre vénitien de vedute du XVIIIe siècle représente la vue avant sa construction, avec l'Église San Simeone Piccolo. Dans ce tableau on peut voir à droite, l'église Santa Maria di Nazareth, toujours connue sous le nom de Scalzi (littéralement «sans chaussures»), car c'était l'église des carmes aux pieds nus , construite après 1654 selon les plans de Longhena, avec une façade baroque ajoutée par Giuseppe Sardi après 1672.
Le pont fut refait en 1934 d'après un projet d'Eugenio Miozzi, remplaçant le premier pont, en fer, bâti en 1858. Sa portée est de 40 m et sa hauteur la plus élevée est de 6,75 m.

## Situation
Situé non loin de la gare de Venise-Santa-Lucia, il permet de passer du sestiere de Cannaregio à celui de Santa Croce.